# IC 1891
IC 1891 — галактика типу S (спіральна галактика) у сузір'ї Овен.
Цей об'єкт міститься в оригінальній редакції індексного каталогу.